# Deo juvante
Deo juvante est une locution latine signifiant « Avec l’aide de Dieu. »
Elle constitue un exemple d’ablatif absolu, tournure propre à la langue latine.

## Utilisation
Cette locution a été choisie comme devise, on trouve alors souvent écrit Deo Juvante.
- Deo juvante est la devise des familles d’Apchier et Châteuneuf-Randon, en Gévaudan.

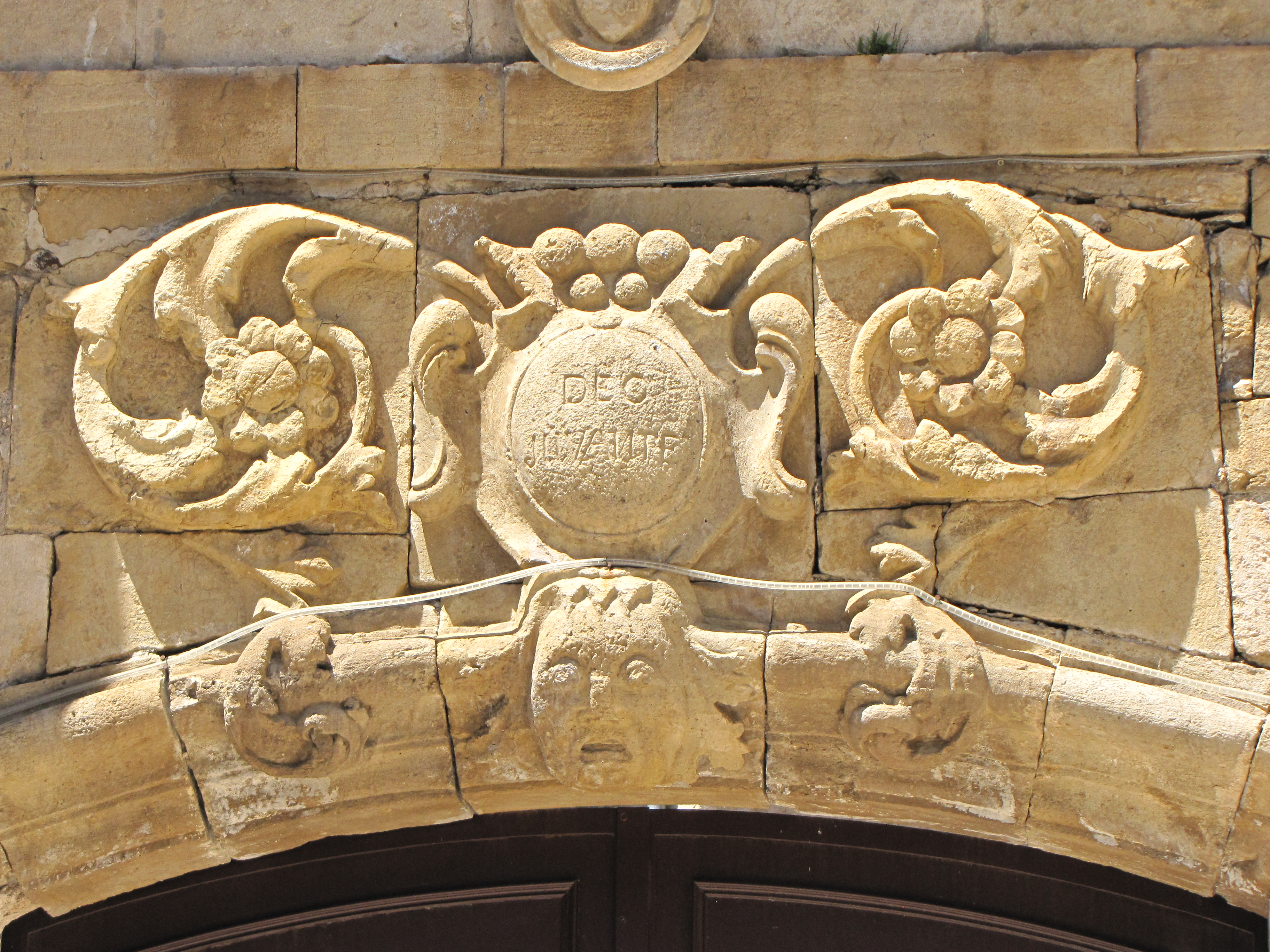
Le haut du portail sculpté du Couvent des Ursulines d'Ispagnac, avec la devise Deo Juvante des Chateauneuf-Randon

- Deo juvante est la devise épiscopale de monseigneur Charles-Nicolas-Pierre Didiot (1797-1866), évêque de Bayeux.
- Deo juvante est la devise épiscopale de Pierre-Julien Pichon (1816-1871), vicaire apostolique en Chine.
- Deo Juvante est le nom porté en 1982 par le brick Mercedes.
- Deo Juvante est la devise de la famille Grimaldi, visible dans ses armoiries.
- Deo Juvante est la devise figurant dans les armoiries de la commune française de Régusse, autrefois possession des Grimaldi-Régusse, branche distincte de la famille régnant à Monaco.
- Deo Juvante est la devise nationale de la principauté de Monaco, qui la tient de la famille Grimaldi, ainsi qu'on peut le voir dans les armoiries.
- Le Deo Juvante est le nom du yacht du prince Rainier III, à bord duquel il accomplit son voyage de noces avec Grace Kelly[1].

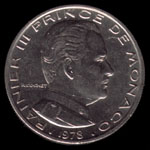
Pièce monégasque (1978) de 1 franc monégasque (côté face) à l’effigie de Rainier III.
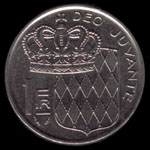
Pièce monégasque (1978) de 1 franc monégasque (côté pile) comportant la devise Deo Juvante.
Armoiries de la principauté de Monaco comportant la devise Deo Juvante.
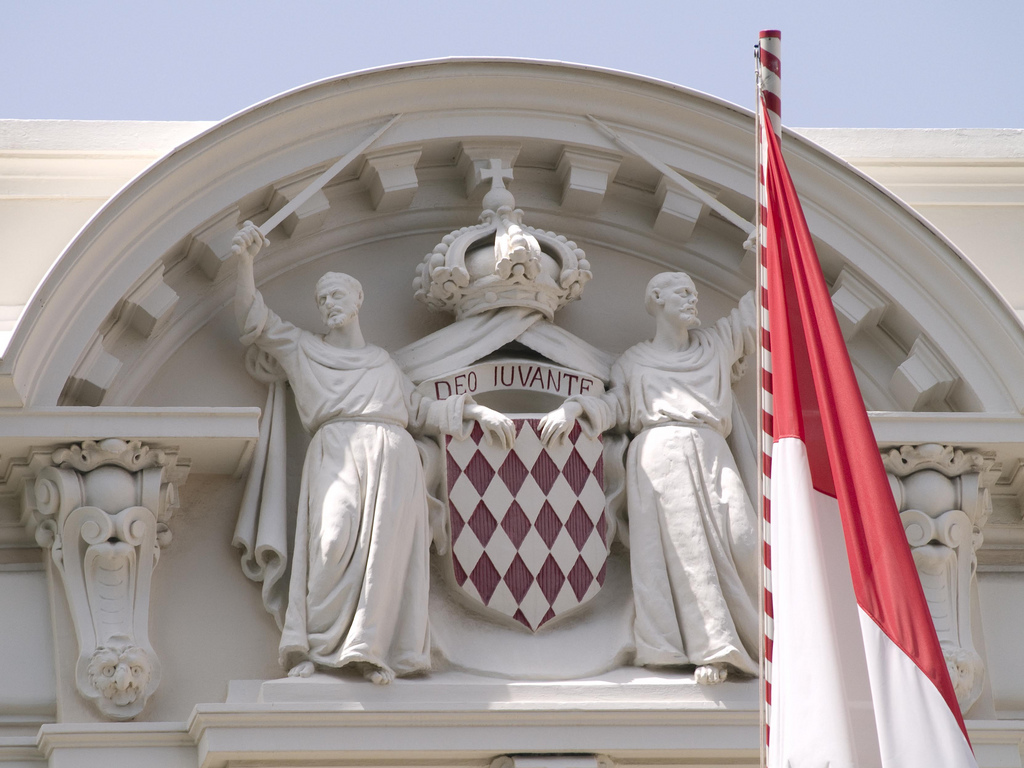
Représentation sculptée des armoiries de la principauté de Monaco comportant la devise Deo Iuvante. Cette représentation surmonte la porte d’entrée principale du palais princier.